# Ducato di Sinagra
Il Ducato di Sinagra fu uno stato feudale esistito in Sicilia tra la fine del XVII secolo e gli inizi del XIX secolo. Il suo territorio corrispondeva all'odierno comune di Sinagra, in provincia di Messina. 

## Storia
Il castello di Sinagra, nel Val Demone, alla fine dell'XI secolo, fu donato ai monaci basiliani di Troina da parte del conte Ruggero I di Sicilia. Passato un secolo più tardi alla Diocesi di Messina, fu per la prima volta infeudato nella prima metà del XIII secolo da Guglielmo Amico, che l'aveva unito al territorio di Ficarra. Nel 1250, il re Federico II di Svevia, assegnò Sinagra alla Diocesi di Patti.
In epoca aragonese, il re Federico III di Sicilia tolse Sinagra alla Diocesi di Patti e lo assegnò a Corrado I Lancia che ne assunse la signoria, che dopo la sua morte avvenuta nel 1299, passò al fratello Manfredi. Il feudo passò nei secoli successivi in possesso ai Ventimiglia, ai Rosso, ai Spadafora, agli Afflitto, nuovamente ai Ventimiglia, ed infine ai Joppolo.
Girolamo Joppolo Ventimiglia, barone di Sinagra, con privilegio dato a 16 settembre 1654 dl re Filippo IV di Spagna, esecutoriato a 20 novembre 1655, ottenne il titolo di Duca di Sinagra. La figlia di questi, Giuseppa, avuta dal matrimonio con Isabella Vanni, sposò Diego Sandoval Mira dei principi di Castelreale, che per diritto dotale divenne Conte di Naso e Duca di Sinagra.
Con i Sandoval il Ducato di Sinagra venne soppresso nel 1808, poiché il principe Giovanni Diego, morì nel 1806 senza eredi. Ridotto a rango di baronia, la Corona vendette Sinagra nel 1808 per 400 onze a Vespasiano Trigona Grimaldi, duca di Misterbianco, sposato con Marianna Joppolo, collaterale del Principe di Castelreale.

## Cronotassi dei Duchi di Sinagra
- Girolamo Joppolo Ventimiglia (1654-?)
- Diego Sandoval Mira (?-?)
- Antonino Sandoval Joppolo (?-?)
- Giovanni Diego Sandoval Mira (?-1806)